# Félix-François Deville
Félix-François Deville, né le 14 mars 1841 à Château-Thierry (Aisne) et mort le 7 janvier 1896 à Château-Thierry, est un homme politique français.

## Biographie
Conseiller municipal en 1877, il est maire de Château-Thierry en 1882. Conseiller d'arrondissement en 1880, il est conseiller général en 1886. Il est député de l'Aisne de 1889 à 1896, siégeant à gauche.

## Sources
- « Félix-François Deville », dans le Dictionnaire des parlementaires français (1889-1940), sous la direction de Jean Jolly, PUF, 1960 [détail de l’édition]